# Erik Ole Jørgensen
Erik Ole Jørgensen (27. august 1925 på Frederiksberg – 23. september 2002 i Vedbæk) var en dansk møbelarkitekt. 
Oprindeligt var Erik Ole Jørgensen uddannet møbelpolstrer, men blev uddannet møbelarkitekt i 1944 og tog i 1948 en eksamen ved Kunsthåndværkerskolen. I løbet af karrieren designede han såvel møbler som stoffer, bl.a. gardinstoffer for Kvadrat. Hans enkle, funktionelle møbler har placeret ham blandt de bedste danske møbeldesignere. En af hans mest kendte møbler er tremmesofaen, oprindeligt designet for FDB Møbler.
I en årrække i 1940'erne arbejdede han for Kaare Klint. Erik Ole Jørgensen deltog i mange udstillinger rundt om
i verden og vandt mange designpriser. 